# Риу-Помба (муниципалитет)
Риу-Помба (порт. Rio Pomba)  —  муниципалитет в Бразилии, входит в штат Минас-Жерайс. Составная часть мезорегиона Зона-да-Мата. Входит в экономико-статистический  микрорегион Уба. Население составляет 17 449 человек на 2006 год. Занимает площадь 251,760 км². Плотность населения — 69,3 чел./км².

## История
Город основан 25 декабря]] 1767 года. 

## Статистика
- Валовой внутренний продукт на 2003 год составляет 70 099 275,00 реалов (данные: Бразильский институт географии и статистики).
- Валовой внутренний продукт на душу населения на 2003 год составляет 4135,89 реалов (данные: Бразильский институт географии и статистики).
- Индекс развития человеческого потенциала на 2000 год составляет 0,771 (данные: Программа развития ООН).